# Sebastián Rincón
Sebastián Rincón Lucumí (Cali, Colombia; 14 de enero de 1994) es un futbolista colombiano. Se desempeña como delantero.

## Trayectoria

### Portland Timbers
Para mitad del 2012 es cedido al Portland Timbers de la Major League Soccer de Estados Unidos por Santa Fe donde hizo las divisiones menores. El 17 de marzo de 2013 debuta en la USL con el filial en la victoria por la mínima como visitantes con Seattle Sounders. Su primer gol lo marca el 1 de junio en el empate a cuatro goles en casa de Tampa Bay, en su último partido con el club  el 14 de octubre marca el único gol de su club en la derrota como locales 1-4 con Seattle Sounders.

### Tigre
En diciembre de 2013 llega libre a Tigre de la Primera División de Argentina. Debuta el 28 de julio en la victoria por penales con All Boys por la Copa Argentina, el 13 de septiembre marca su primer gol con el club en la goleada 4 por 1 sobre Rosario Central. El 23 de noviembre marca el gol de la victoria 2 a 1 como visitantes en casa de Belgrano.
Su primer gol del 2015 lo marca el 13 de julio en el empate a dos goles en casa de Vélez Sarsfield, el 25 de julio marca el único gol del partido contra Sarmiento.
El 2 de abril marca sus primeros dos goles del año 2016 marcando el empate a tres goles en Avellaneda con Racing Club, su último gol con el club sería precisamente contra el mismo equipo, nuevamente como visitantes esta vez en la caída 4 por 1.

### Vitória Guimarães
El 14 de julio de 2017 es confirmado como nuevo jugador del Vitória Guimarães de la Primeira Liga de Portugal comprado por un millón de dólares aproximadamente. El 10 de septiembre debuta con gol dándole la victoria por la mínima a su club sobre Boavista.

### Aldosivi
En junio de 2018 se confirma su regreso al fútbol argentino a jugar con el Club Atlético Aldosivi de la Primera División de Argentina. El 17 de septiembre marca su primer gol con el club en el empate a un gol contra Patronato. El 27 vuelve a marcar en la derrota 2-1 como locales contra Unión de Santa Fe. El 6 de diciembre marca de penal en la victoria 2-0 sobre Colón de Santa Fe.

### Barracas Central
Luego de un breve paso por el Club Atlético Huracán de Parque Patricios, la pantera arribó al Barracas Central de Rodolfo de Paoli, que buscaba hacer historia en su primera temporada en la Primera División del Fútbol Argentino. El 5 de febrero del 2022 se confirmó su fichaje. Llegó como fichaje estrella, siendo uno de los primeros colombianos en vestir los colores de la institución de Barracas junto con Thomas Gutiérrez.

## Estadísticas
| Club                       | Div                 | Temporada           | Liga  | Liga  | Copas Nacionales | Copas Nacionales | Torneos Internacionales | Torneos Internacionales | Total | Total |
| Club                       | Div                 | Temporada           | Part. | Goles | Part.            | Goles            | Part.                   | Goles                   | Part. | Goles |
| -------------------------- | ------------------- | ------------------- | ----- | ----- | ---------------- | ---------------- | ----------------------- | ----------------------- | ----- | ----- |
| Timbers 2 Estados Unidos   | 2.ª                 | 2013                | 13    | 2     | 1                | 0                | -                       | -                       | 14    | 2     |
| Timbers 2 Estados Unidos   | Total               | Total               | 13    | 2     | 1                | 0                | -                       | -                       | 14    | 2     |
| Tigre Argentina            | 1.ª                 | 2013-14             | 0     | 0     | 2                | 0                | -                       | -                       | 2     | 0     |
| Tigre Argentina            | 1.ª                 | 2014                | 15    | 4     | -                | -                | -                       | -                       | 15    | 4     |
| Tigre Argentina            | 1.ª                 | 2015                | 26    | 4     | -                | -                | 2                       | 0                       | 28    | 4     |
| Tigre Argentina            | 1.ª                 | 2016                | 11    | 2     | -                | -                | 0                       | 0                       | 11    | 2     |
| Tigre Argentina            | 1.ª                 | 2016-17             | 26    | 2     | 1                | 0                | 0                       | 0                       | 27    | 2     |
| Tigre Argentina            | Total               | Total               | 78    | 12    | 3                | 0                | 2                       | 0                       | 82    | 12    |
| Vitória Guimarães Portugal | 1.ª                 | 2017-18             | 6     | 1     | 4                | 2                | 1                       | 0                       | 11    | 3     |
| Vitória Guimarães Portugal | 1.ª                 | 2018-19             | 2     | 0     | 1                | 0                | -                       | -                       | 3     | 0     |
| Vitória Guimarães Portugal | Total               | Total               | 8     | 1     | 5                | 2                | 1                       | 0                       | 14    | 3     |
| Aldosivi Argentina         | 1.ª                 | 2019-20             | 17    | 3     | 0                | 0                | 0                       | 0                       | 17    | 3     |
| Aldosivi Argentina         | Total               | Total               | 17    | 3     | 0                | 0                | 0                       | 0                       | 17    | 3     |
| Total en su carrera        | Total en su carrera | Total en su carrera | 115   | 18    | 9                | 2                | 3                       | 0                       | 128   | 20    |

## Vida personal
Es hijo del exfutbolista colombiano Freddy Rincón. Su tío Manuel Rincón también fue jugador.